# Rufus 2
Rufus 2 es una película estadounidense de 2017, esta película es una secuela de Rufus, un amigo fiel. Se estrenó en Nickelodeon el 16 de enero de 2017 y en Latinoamérica, el 20 de abril del mismo año.
La película cuenta con un nuevo personaje, Kat interpretado por Jade Pettyjohn, quien coprotagoniza la serie de Nickelodeon School of Rock donde actúa como Summer. 
La película atrajo a un total de 2.9 millones de espectadores en su estreno.

## Argumento
Las aventuras de Rufus (Jace Norman) el perro que se hizo hombre regresa a volver a ser un humano junto a sus amigos Manny (Davis Cleveland) y Paige (Haley Tju), quienes ahora tienen una relación. Pero luego conocen a una nueva chica en la escuela llamada Kat (Jade Pettyjohn) que tiene ella mucha relación con el amuleto mágico, aunque también tiene un secreto en su vida felina de los gatos, podrá Rufus y sus amigos salir de la situación y de una ardilla que querrá el amuleto.

## Reparto

### Personajes principales
- Jace Norman como Rufus.
- Jade Pettyjohn como Kat.
- Davis Cleveland como Manny García.
- Haley Tju como Paige.
- Wesley Salter como Mr. S.
- Amitai Marmorstein como Scott.
- Kalvin Olafson como Billy Biggs.

### Personajes secundarios
- Chad Riley como Sr. García.
- Lisa Durupt como Sra. García.
- Lillian Lim como Mrs. Rumstitch.
- Anna Galvin como Kat Elder.